# ダニエル・クリテンブリンク
ダニエル・ジョゼフ・クリテンブリンク（英: Daniel Joseph Kritenbrink）は、アメリカ合衆国の外交官。駐ベトナム大使を経て、2021年9月から2025年1月まで東アジア・太平洋担当国務次官補を務めた。

## 経歴
ネブラスカ州のアシュランド＝グリーンウッド高校からネブラスカ大学カーニー校に進み、政治学の学士号を取得。その後、バージニア大学で修士号を取得した。
1994年、国務省外交局に入局。国務省や国家安全保障会議で主要なポストを歴任した。北京や東京、札幌、クウェート市で勤務したほか、本省では近東担当国務次官補の補佐官や東アジア・太平洋局中国・モンゴル部長を務めた。2013年から2015年まで駐中華人民共和国代理大使、2015年から2017年まで国家安全保障会議アジア問題担当上級部長を務めた。

### 駐ベトナム大使

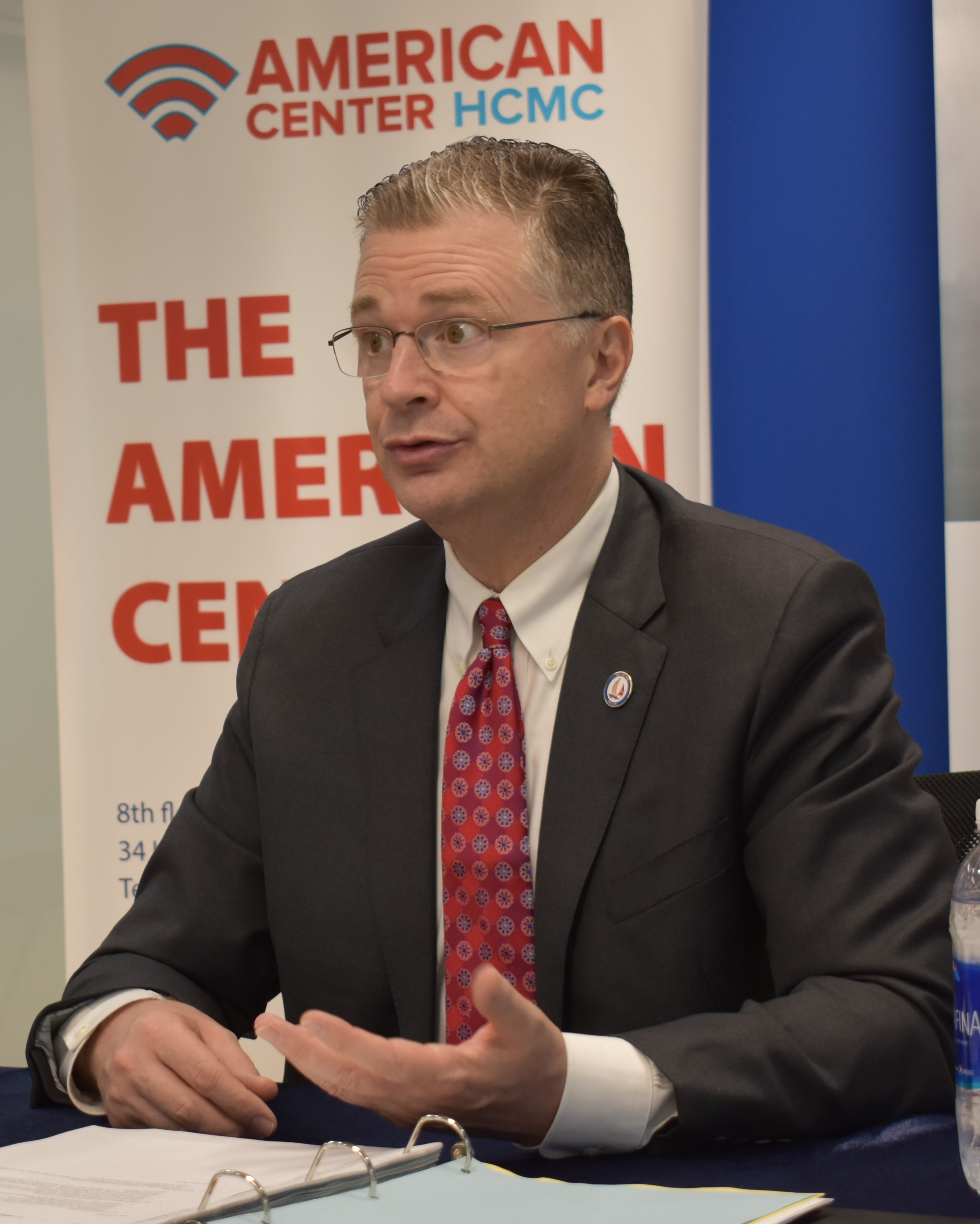
ホーチミン市のアメリカン・センターにて（2020年6月22日）

2017年7月26日、大統領のドナルド・トランプから駐ベトナム大使に指名され、10月26日に上院の承認を得た。11月6日、ベトナムの国家主席チャン・ダイ・クアンに信任状を捧呈し、着任した。着任直後、現地のメディアに対して、ベトナムのような「重要な国」で米国を代表する職を得ることは「長年の夢だった」と述べた。大使在任中、両国関係は良好に推移し、ベトナムの国営メディアからは、かつて敵国同士だった両国の和解を前進させた初めての大使と評価された。2018年3月5日にはアメリカ海軍の「カール・ヴィンソン」が、1975年のベトナム戦争終結以来、米軍の空母として初めてダナンに寄港し、2020年3月9日にも「セオドア・ルーズベルト」とその護衛艦隊がダナン港に5日間停泊した。
2019年8月27日には、1万人以上のベトナム人民軍将兵が眠るクアンチ省ドンハの墓地を訪れた。ベトナム戦争で亡くなった北ベトナムの将兵の墓地を米国の大使が訪問したのは、これが初めてであった。
2021年2月にはテトの祝日を前に、オリジナルのラップとミュージックビデオを公開し、国内外のメディアで報じられた。

### 東アジア・太平洋担当国務次官補
2021年3月26日、大統領のジョー・バイデンから東アジア・太平洋担当国務次官補に指名された。6月15日に上院外交委員会で公聴会が行われ、同委員会は6月24日に人事案を「好ましい」とする答申を上院に提出した。9月23日、人事案は上院から賛成72対反対14で承認された。
2025年1月17日、クリテンブリンクは東アジア・太平洋担当国務次官補を退任した。

## 人物
中国語と日本語に堪能。ナミ夫人との間に2子。